# 고백의 역사
"고백의 역사"(영어: Love Untangled)는 2025년 공개 예정인 대한민국의 로맨틱 코미디 영화로, 남궁선이 감독을 맡았다.